# Августова дорога

Карта Августової дороги

Августова дорога (лат. Via Augusta, також вдома під назвами Via Herculea та Via Exterior) — римська дорога в провінції Іспанія. Мала довжину 1500 км. Була продовженням Доміцієвої дороги та йшла вздовж узбережжя Середземного моря від Деціани (лат. Deciana, зараз Ла-Жункера) через Герунду (зараз Жирона), Барсино (зараз Барселона), Тарракон (лат. Tarraco, зараз Тарраґона), Сагунт, Валентію (зараз Валенсія), Новий Карфаген (зараз Картахена) до Гадесу (лат. Gades, зараз Кадіс).
В містечку Мартурель дорога перетинає річку Льобрегат по  мосту Диявола.
Протягом віків дорога називалась Геркулесова дорога (лат. Via Herculea або лат. Via Heraclea), Ганнібалова дорога (лат. Camino de Aníbal), Vía Exterior, але увійшла в історію під назвою Августова дорога, яку отримала від імені імператора Августа, який між 8 та 2 до н. е. провів масштабну реконструкцію дороги.

## Минули назви
Раніше у Августової дороги було 3 назви, 2 пов'язані з Гераклом (Геркулесова дорога та Дорога Геракла) і 1 назва яка пішла від Ганнібала (Ганнібалова дорога).
Геркулесова дорога чи дорога Геракла:
Цю назву дорога отримала тому, що після одного з подвигів Геракла поряд з містом Кадіс, не повертався цією дорогою.
Ганнібалова дорога:
Таку назву дорога отримала тому що під час завоювання Іберії Ганнібалом та Його батьком вони йшли цією дорогою.

## Світлини

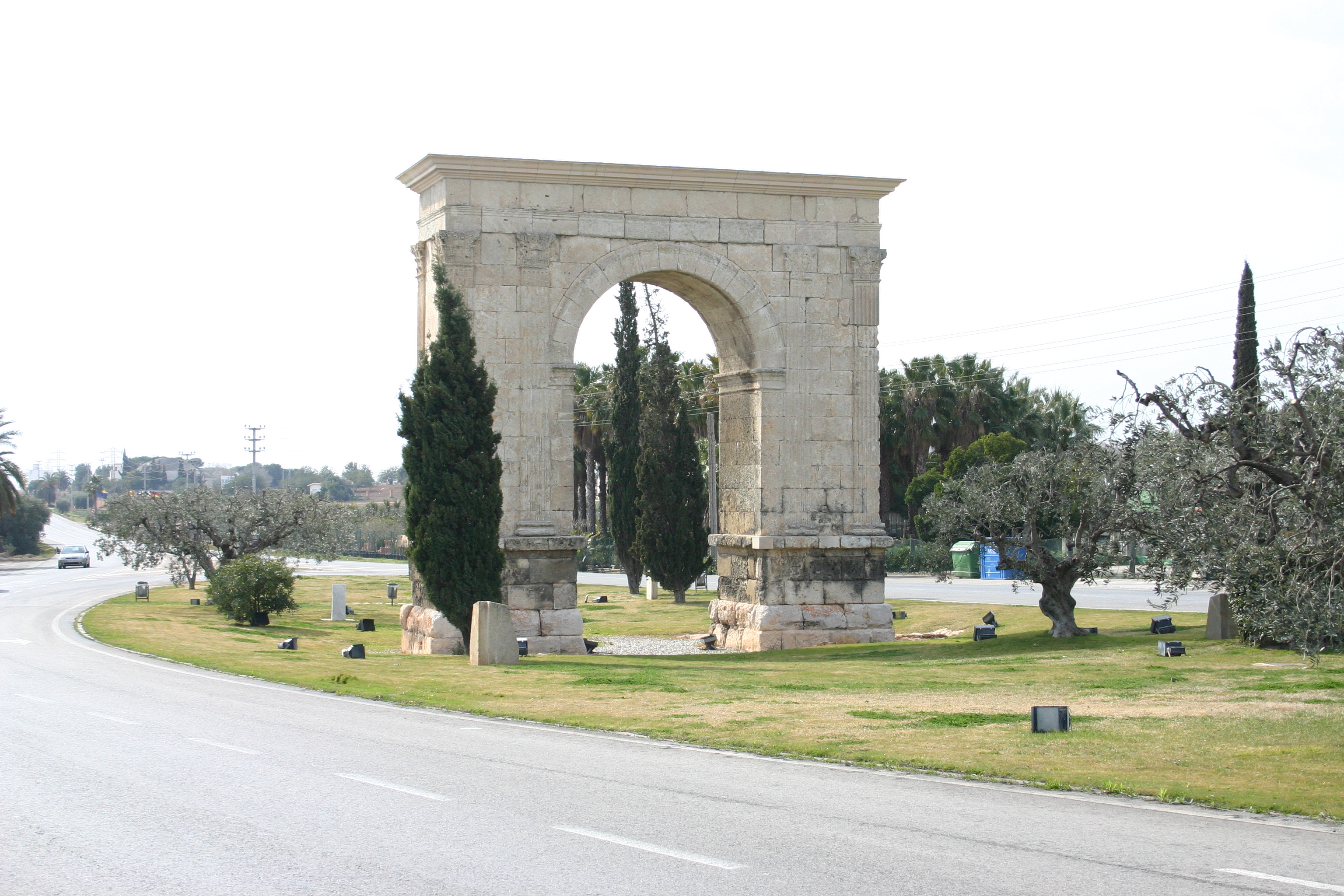
Арка вздовж Августової дороги поблизу Рода-де-Бара.
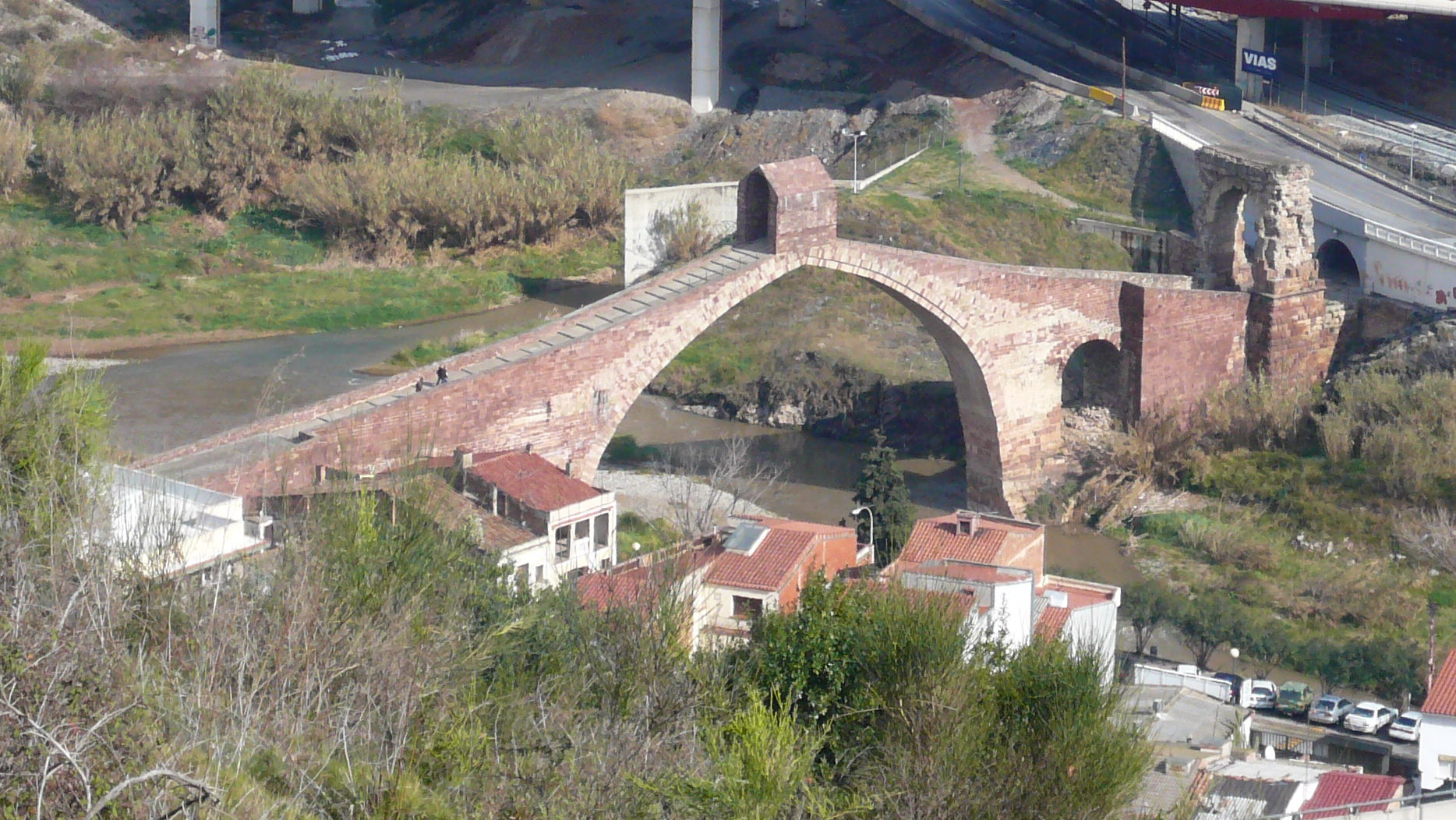
Міст Диявола через річку Льобрегат в місті Мартурель.
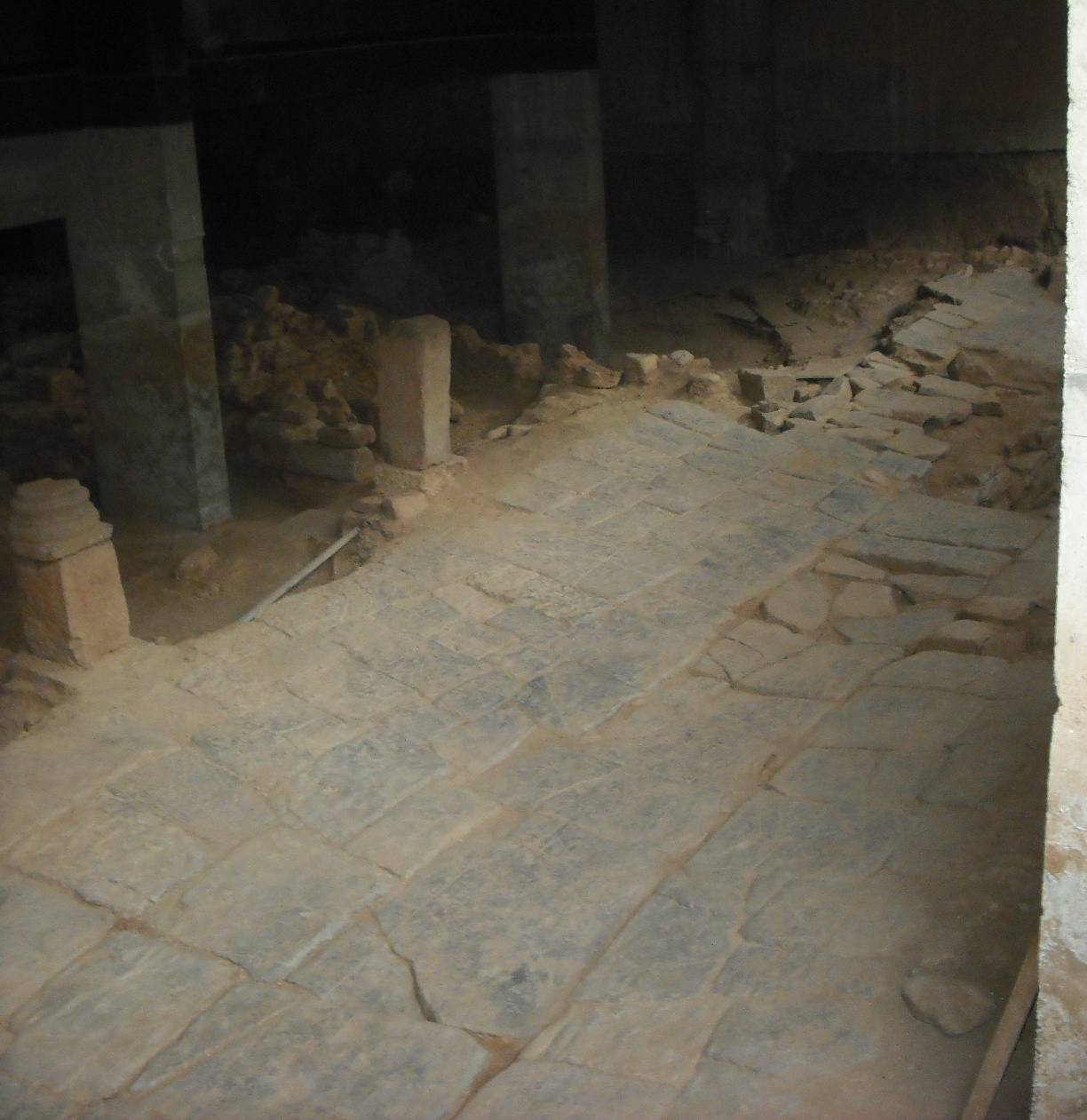
Августова дорогоа поблизу Сагунто.
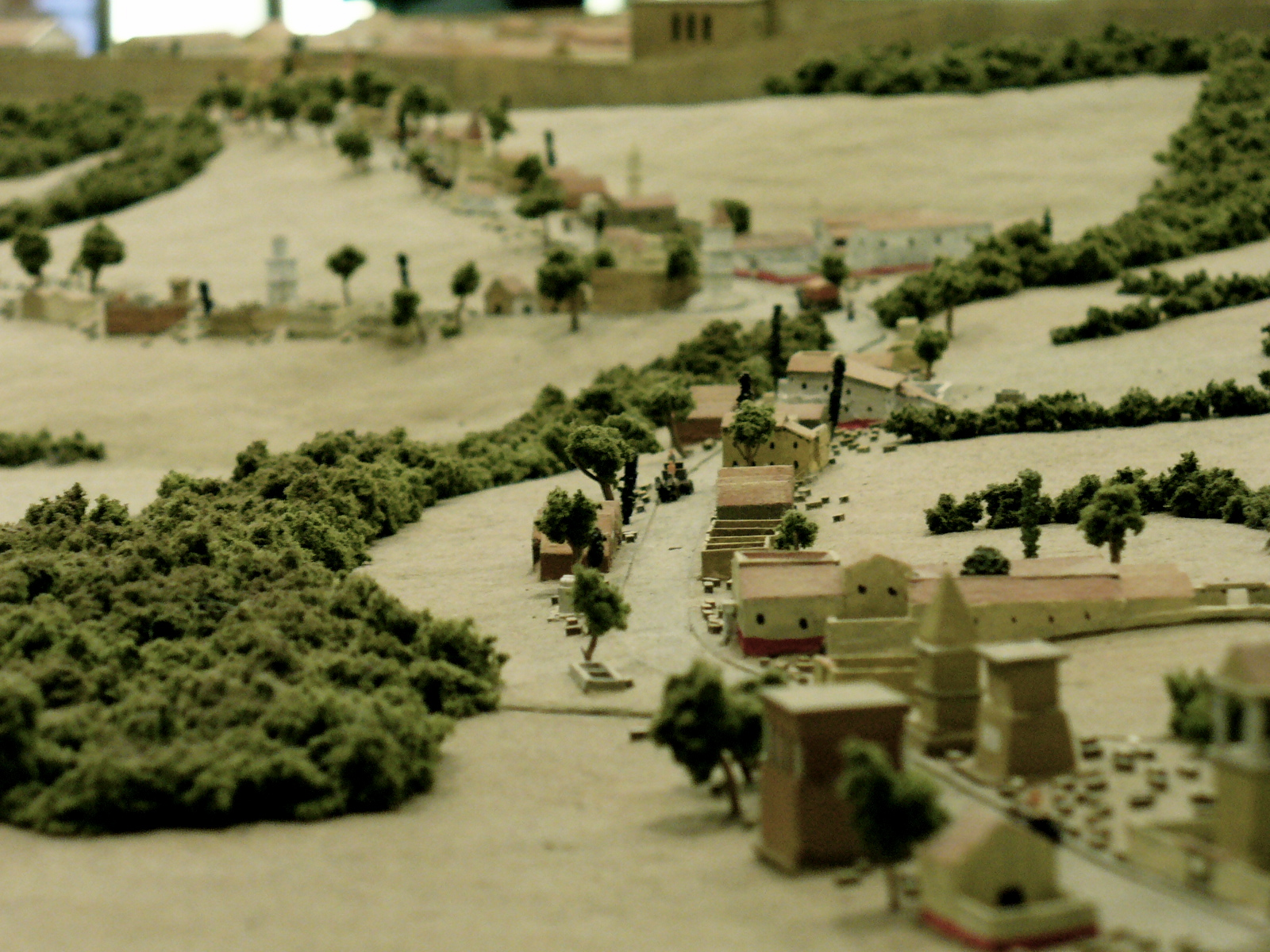
Реконструкція Августової дороги поблизу Тарраґони.